# 罗伯特·瑟斯克
罗伯特·瑟斯克（1958年8月17日—），加拿大宇航员、工程师、物理学家。就读于加拿大卡尔加里大学，1976年获得机械工程方面的学士学位。同年进入麻省理工学院，1978年获得机械工程研究生学位。1982年获得麦基尔大学医学博士，1998年获得麻省理工学院史隆管理学院MBA学位。1984年10月参加国家航空航天局STS-41-G航天计划，之后多次进入太空执行任务。2009年7月8日，罗伯特·瑟斯克在国际空间站获得由母校卡尔加里大学颁发的法学荣誉博士学位。这也使他成为第一名从太空中接受大学学位的人类。
他热爱生活喜欢冰球、钢琴，爱好广泛，多才多艺，在医学和工程物理方面有很深入的研究，多次在国际空间站完成实验。